# ۱، ۲، ۳، خورشید
۱، ۲، ۳، خورشید (فرانسوی: Un, deux, trois, soleil‎) یک فیلم به کارگردانی برتران بلیه است که در سال ۱۹۹۳ منتشر شد.

## بازیگران
- آنوک گرینبرگ
- مارچلو ماسترویانی
- الیویه مارتینز
- ژان پیر ماریله
- کلود براسر
- اوا دارلان